# Tobias Furneaux
Kapitein Tobias Furneaux (Swilly, 21 augustus 1735 – aldaar, 19 september 1781) was een Engels navigator en marineofficier die James Cook vergezelde op zijn tweede ontdekkingsreis. Hij was de eerste mens die de wereldbol rondreisde in beide richtingen.
Furneaux werd geboren in Swilly nabij Plymouth. Hij ging bij de marine en werd gedurende het tweede deel van de Zevenjarige oorlog  (1760–1763) aan de Franse en Afrikaanse kusten en in West-Indië  gestationeerd . Hij diende als tweede luitenant op HMS Dolphin onder kapitein Samuel Wallis op diens reis rond de wereld (augustus 1766 – mei 1768). Furneaux werd bevorderd tot commandant en voerde het bevel over HMS Adventure die James Cook (op de HMS Resolution) op diens tweede reis vergezelde.
Op deze reis raakte Furneaux tweemaal gescheiden van zijn leider (8 februari 1773 tot 19 mei 1773 en 22 oktober 1773 tot 14 oktober 1774), de datum van zijn terugkeer in Engeland. Tijdens de eerste periode verkende hij grote delen van Tasmanië, ontdekte onder andere Adventure Bay, genoemd naar zijn schip. Hij maakte de eerste Britse kaart van Tasmanië. Cook bevestigde  later op zijn derde reis door het gebied  grotendeels Furneaux' ontdekkingen.
In 1775 werd Furneaux tot kapitein bevorderd. Tijdens de Amerikaanse Onafhankelijkheidsoorlog voerde hij het bevel over HMS Siren in de Britse aanval op Charleston (South Carolina).

## Militaire loopbaan
- Midshipman: februari 1755[1]
- Second Lieutenant:
- Lieutenant: november 1759[1]
- Third Lieutenant: december 1770[1]
- Commander: 29 november 1771[1]
- Captain: 1775